# 첨단동
첨단동(尖端洞)은 광주광역시 광산구의 동이다. 행정동은 첨단1동, 첨단2동이다. 첨단1동은 법정동 월계동 일부, 쌍암동 일부, 비아동 일부가, 첨단2동은 법정동 월계동 일부, 수완동 일부, 쌍암동 일부, 산월동이 속한다. 북구 건국동에 속한 법정동 오룡동, 대촌동, 월출동, 신용동(첨단2지구), 연제동(첨단2지구)과 함께 첨단이라는 지명으로 불린다.

## 법정동
- 쌍암동 (雙岩洞)
- 산월동 (山月洞)
- 월계동 (月溪洞)

## 연혁
- 1990년 7월 21일 첨단산업기지 개발구역으로 지정
- 1997년 7월 1일 비아동 첨단지소 개소
- 2002년 3월 25일 첨단동 개청(비아동에서 분동)
- 2003년 6월 30일 첨단2동 개청(첨단 1· 2동 분동)

## 마을 유래
- 비아동
  - 비아동 가운데 첨단1동에 속한 지역에 있는 마을은 ‘동원촌’으로 한국전쟁 때 피난민들이 정착해 만들어진 마을이다. ‘피난촌’으로 불렸는데 본래는 호남고속도로 광산 나들목 부근이었으나 1973년 고속도로로 토지가 수용되며 전체 20세대 가운데 8세대가 현재 마을로 이주했다. 이어 1977년 취락구조 개선사업으로 비아면 내 주민 일부가 옮겨 왔고 도로명 주소로 마을 이름이 남아있다. 비아면장이 동원해서 만들었다 하여 붙여진 이름이다. 민가가 있긴 하나 외곽으로는 상업시설이 들어섰다. 1통이 동원촌이다.
- 쌍암동
  - 1789년 기록을 보면 천곡리에는 응암촌(鷹巖村), 구암촌(龜巖村)이 있었다. 1914년 천곡면 응암, 구암과 삼소지면 오룡 각 일부를 합쳐 쌍암리가 되었다. ‘응암’마을은 매가 바위를 나르다가 이 마을 동서 양쪽에 하나씩 떨어트려 그것을 ‘매바위’라 하던 것이 마을이름이 되었다. 1700년대 탐진 최씨, 청주 한씨가 들어와 마을이 형성되었으며, 일제강점기 일본인들이 과수원을 조성하며 부촌이 되었다.‘구암’마을은 마을 뒷산에 거북이 형상의 바위가 있어 붙여진 이름인데, 뒤에 ‘미산(眉山)’이라고 고쳤다. 마을의 산의 눈썹 위치에 있어 미산이라고 불렀다는 설, 지형이 눈썹형으로 생겨 미산이라 부른다는 설, 많은 인물이 배출되었다는 중국 미산을 따왔다는 설이 있다. 미산마을은 옛 구지에는 임진왜란 때 의병 활동을 하다 순절한 김응복의 손자 김철생이 연고지를 찾아 개촌했다고 하는데, 최근 구지에는 김응복의 자손인 김윤세가 장성에서 처가인 이곳으로 옮겨오며 마을이 형성되었다고 적고 있다. ‘미산’마을은 첨단 119안전센터, 광주국토관리사무소 인근이었다고 하며 지금의 미산초등학교와는 거리가 있다.
- 월계동
  - 첨단1동과 2동에 나누어져 있다. 과거 내촌, 장구촌이 있었으나 현재는 사라졌다. ‘내촌’이라는 지명은 마을이 산 사이에 있다 하여 부른 이름이다. 앞산이 망월봉, 뒷산이 옥면괘월(玉免掛月)이라는 명당으로 풍수지리에 따라 망월봉 월과 계지괘월(桂枝掛月)의 계를 따서 ‘월계(月桂)’라 하였다. 조선시대 광주목사가 묵어간 적이 있어 한때 ‘군수동(郡守洞)’이라고 부르기도 했다. 지금의 산월초등학교, 첨단중학교 인근에 위치했다. 탐진 최씨와 이천 서씨가 처음 마을에 들어왔다고 하며 청주 한씨, 김해 김씨, 여양 진씨 등이 들어왔다. 남부대학교 부지에 ‘월계제’가 있어 마을 앞 들녘에 물을 공급했다.‘장구촌(長久村)’은 내촌 북쪽에 있었던 마을로, 마을 어귀 논 가운데 고분이 국악기 장구처럼 생겼다고 하여 장구매, 장구촌으로 불렀다. 서씨와 심씨가 터를 잡았다고 하여 ‘서심터’라고도 했다. 마을 북쪽에 방죽밑, 송구등이라는 넓은 들이 있었다. 조선시대 기록에도 장구촌(長龜村)이 있는데 한자가 다르다. 월계동 장고분은 광주시 기념물 제20호로 지정되었으며 2기가 있다. 발견당시 이미 도굴되었으나 철제 화살촉, 토기, 유리구슬 등 약간의 유물이 출토되었다.
- 산월동
  - 조선지지조서에는 산월리에 월촌, 봉산, 포산이 있었지만, 현재 포산은 없어졌다. ‘월봉’은 마을 뒷산인 월봉산에서 비롯된 이름이다. 세 개의 봉우리가 있는데 달이 뜨는 것을 볼 수 있다 하여 ‘망월봉(望月峰)’이라 불렀다고 한다. 고봉 기대승을 배향하는 월봉서원이 처음 신룡동에 세워졌으나, 임진왜란 때 피해를 입자 고경명 아들 고용후가 이곳 월봉마을에 다시 세웠다. 대원군 서원철폐령으로 훼철되었다 지금의 광곡마을에 다시 건립했다. 이 마을은 과거 담배농사를 주로 지었다. ‘월촌’이라는 옛 이름이 월봉으로 바뀐 것으로 보인다.‘봉산’은 마을 뒷산 형세가 비봉포란(飛鳳抱卵) 형상의 명당이라 하여 불린 이름이다. 탐진 최씨 최근강이 조선시대 연산군 때 도승지로 있던 종형이 사약을 받게 되자 후환이 두려워 고향 나주로 피신온 뒤 각지를 전전하다 이곳에 터를 잡았다고 한다. 지금의 광주보훈병원 바로 위 북쪽에 뚝뫼마을(똥뫼)이 있었으나 택지조성으로 사라졌으며, 청동기 시대 주거지와 볍씨 등이 출토되었다.‘포산(浦山)’은 산월동에 있던 마을로 과거 극락강을 따라 배가 드나드는 포구가 있는 마을이라 하여 붙은 이름이다. 1700년대 장수 황씨 황익용이 사화를 피해 예조참의 벼슬을 버리고 이곳에 내려와 터를 잡으며 마을이 형성되었다고 한다. 마을은 지금의 무양공원 동쪽 인근에 있었으며, 마을에 있던 당산나무는 현재 쌍암공원으로 옮겨져 정월 대보름 당산제를 지내고 있다.

## 공공기관
- 광주교통방송
- 광주우편집중국

## 의료
- 광주보훈병원
  - 재활센터
  - 광주보훈요양병원
- 광주보훈요양원
- 광주첨단종합병원

## 교육
- 남부대학교
- 방송통신대학교 광주전남지역대학
- 광산구 청소년수련관
- 첨단고등학교
- 비아고등학교
- 광주전자공업고등학교
- 숭덕고등학교
- 천곡중학교
- 첨단중학교
- 월계중학교
- 봉산중학교
- 월봉중학교
- 첨단초등학교
- 미산초등학교
- 정암초등학교
- 산월초등학교
- 월계초등학교
- 월봉초등학교
- 봉산초등학교

## 유통
- 롯데마트 첨단점

## 문화
- 메가박스 광주첨단
- 롯데시네마 광주첨단
- 광산구 청소년수련관
- 응암공원
- 쌍암공원

## 주거
| 단지명                   | 건설사              | 시행사                          | 주소                                    | 주소   | 입주              | 비고 |
| ------------------------ | ------------------- | ------------------------------- | --------------------------------------- | ------ | ----------------- | ---- |
| 선경                     | 선경건설            | 선경건설                        | 광산구 첨단중앙로181번길 42-25          | 월계동 | 1997년 11월       |      |
| 동부                     | 동부건설            | 동부건설                        | 광산구 첨단중앙로 201                   | 월계동 | 1997년 6월        |      |
| 동아                     | 공영토건㈜          | 공영토건㈜                      | 광산구 첨단중앙로181번길 7              | 월계동 | 1997년 6월        |      |
| 첨단지구 쌍용            | 남광토건            | 남광토건                        |                                         | 월계동 | 1996년 10월       |      |
| 첨단지구 서라            | 서라건설㈜          | 서라건설㈜                      | 광산구 첨단내촌로 102                   | 월계동 | 1995년 6월        |      |
| 첨단지구 모아            | 모아건설            | 모아건설                        | 광산구 첨단중앙로181번길 6              | 월계동 | 1997년 3월        |      |
| 첨단 모아미래도          | 모아건설산업㈜      | ㈜모아주택산업                  | 광산구 월계로 77                        | 월계동 | 2001년 10월       |      |
| 첨단라인 5차             | ㈜라인건설          | ㈜라인건설                      | 광산구 첨단중앙로181번길 88-16          | 월계동 | 1997년 5월        |      |
| 첨단라인 6차             | ㈜라인건설          | ㈜라인건설                      | 광산구 임방울대로 673-21                | 월계동 | 1997년 9월        |      |
| 첨단라인 7차             | ㈜라인건설          | ㈜라인건설                      | 광산구 임방울대로 673-5                 | 월계동 | 1997년 9월        |      |
| 첨단라인 8차             | ㈜라인건설          | ㈜라인건설                      | 광산구 첨단내촌로 101                   | 월계동 | 1997년 9월        |      |
| 첨단호반 1차             | 호반건설            | 호반건설                        | 광산구 월계로 117-35                    | 월계동 | 1995년 4월        |      |
| 첨단호반 2차             | 호반건설            | 호반건설                        | 광산구 월계로 59                        | 월계동 | 1997년 5월        |      |
| 삼성                     | 삼성물산㈜ 건설부문 | 삼성물산㈜ 건설부문             | 광산구 임방울대로 743                   | 월계동 | 1996년 7월        |      |
| 첨단지구 대우            | ㈜대우 건설부문     | ㈜대우 건설부문                 | 광산구 첨단중앙로181번길 88-21          | 월계동 | 1997년 12월       |      |
| 건영                     | 건영                | 건영                            | 광산구 첨단중앙로181번길 104            | 월계동 | 1998년 10월       |      |
| 성원                     | 성원건설            | 성원건설                        | 광산구 첨단중앙로181번길 92             | 월계동 | 1996년 12월       |      |
| 일신                     | ㈜일신건설          | ㈜일신건설                      | 광산구 첨단중앙로181번길 42-14          | 월계동 | 1995년 12월       |      |
| 신동아                   | 신동아건설          | 신동아건설                      | 광산구 첨단중앙로181번길 88-22          | 월계동 | 1996년 11월       |      |
| 금광                     | ㈜금광기업          | ㈜금광기업                      | 광산구 첨단중앙로181번길 42-4           | 월계동 | 1997년 3월        |      |
| 첨단비아 금호타운        | 금호건설            | 금호건설                        | 광산구 첨단중앙로181번길 42-5           | 월계동 | 1996년 6월        |      |
| 벽산                     | 벽산건설            | 벽산건설                        | 광산구 첨단중앙로181번길 16             | 월계동 | 1998년 11월       |      |
| 첨단지구 두산            | 두산건설            | 두산건설                        | 광산구 월계로 117-21 (1차)              | 월계동 | 1996년 2월        |      |
| 첨단지구 두산            | 두산건설            | 두산건설                        | 광산구 월계로 117-22 (2차)              | 월계동 | 1996년 5월        |      |
| 첨단지구 기산            | ㈜기산              | ㈜기산                          | 광산구 임방울대로 727-6                 | 월계동 | 1996년 6월        |      |
| 삼능                     | ㈜삼능건설          | ㈜삼능건설                      | 광산구 임방울대로 727-19                | 월계동 | 1996년 9월        |      |
| 첨단우미                 | ㈜우미산업개발      | 우미건설                        | 광산구 첨단중앙로181번길 65 (1차)       | 월계동 | 1995년 11월       |      |
| 첨단우미                 | ㈜우미산업개발      | 우미건설                        | 광산구 임방울대로 673-13 (2차)          | 월계동 | 1997년 8월        |      |
| 첨단우미                 | ㈜우미산업개발      | 우미건설                        | 광산구 첨단내촌로 93 (3차)              | 월계동 | 1997년 8월        |      |
| 첨단부영 1차             | ㈜부영              | ㈜부영                          | 광산구 월계로 170                       | 산월동 | 2003년 11월       |      |
| 첨단부영 2차             | ㈜부영              | ㈜부영                          | 광산구 첨단중앙로68번길 22              | 산월동 | 2004년 6월        |      |
| 첨단부영 3차             | ㈜부영              | ㈜부영                          | 광산구 첨단중앙로68번길 131             | 산월동 | 2005년 5월        |      |
| 첨단부영 e그린타운 1차   | ㈜부영              | ㈜부영                          | 광산구 산월로 81                        | 산월동 | 2005년 10월       |      |
| 첨단부영 6차             | ㈜부영              | ㈜부영                          | 광산구 산월로 64                        | 산월동 | 2006년 11월       |      |
| 첨단부영 7차             | ㈜부영              | ㈜부영                          | 광산구 산월로 80                        | 산월동 | 2007년 1월        |      |
| 첨단호반3차 리젠시빌     | 리젠시빌㈜          | 리젠시빌㈜                      | 광산구 첨단중앙로68번길 60 (301~304동)  | 산월동 | 2003년 10월       |      |
| 첨단호반3차 리젠시빌     | 리젠시빌㈜          | 리젠시빌㈜                      | 광산구 첨단중앙로68번길 100 (305~312동) | 산월동 | 2003년 10월       |      |
| 첨단호반3차 리젠시빌     | 리젠시빌㈜          | 리젠시빌㈜                      | 광산구 첨단중앙로68번길 134 (313~322동) | 산월동 | 2003년 11월       |      |
| 첨단호반3차 리젠시빌     | 리젠시빌㈜          | 리젠시빌㈜                      | 광산구 첨단중앙로68번길 99 (323~329동)  | 산월동 | 2003년 12월       |      |
| 봉산공원 첨단 제일풍경채 | 호반건설 제일건설㈜ | 신영부동산신탁㈜ ㈜봉산공원개발 |                                         | 산월동 | 2027년 5월 (예정) |      |

## 유적
- 월계동 장고분
  - 광산구 도심의 한복판 삼국시대의 흔적이 남아있는 곳이 있다. 눈여겨 보지 않으면 작은 동산이 있는 공터일지 모르지만 자세히 들여다보면 신비롭고 흥미로운 옛 역사의 흔적이다. 첨단 월계동에는 아파트와 상가로 둘러싸여 있는 장고분이 있다. 마치 수수께끼를 품고 있는 듯 월계동 장고분은 우리에게 끊임없이 의문을 던지고 있었다. 5세기경에 만들어진 것으로 추정되는 굴식 돌방무덤(횡혈식석실묘)으로 고분의 모양이 전통악기인 장고와 비슷하다 하여 마을이름도 ‘장구촌’이라고 불렀다. 현재 2기가 남아 있다. 아늑한 동산 같은 이곳은 땅에서 보면 장구 모양이 눈에 잘 보이지 않지만 하늘에서 보면 확실한 장구 형태를 하고 있는 것을 볼 수 있다. 장고분이라는 명칭은 우리 조상들이 무덤의 모양이 전통 악기인 장고와 비슷하다고 하여 붙여진 이름으로 장고분은 영산강 유역에서만 모두 14기가 발견되었는데 그 중 2기가 광산구에 있다. 그냥 지나치기 쉬웠던 이곳을 세심하게 들여다보며 걸으니 오랜 문화유적의 신비로움에 그저 감탄사만 연발할 뿐이다. 삼국시대의 중요한 문화유적 장고분은 생김새나 출토 유물이 고대 일본의 무덤들과 닮아 한국과 일본의 고대 역사를 이해하는 데 중요한 유적으로 평가받고 있다. 월계동 장고분의 동산 하나는 가장자리가 동그랗고 또 다른 동산의 한 면은 반듯한 직선을 하고 있는데 이를 ‘전방후원형 고분’이라 부른다. 한 면이 반듯한 동산은 제단으로 쓰였고, 동그란 동산이 무덤이다. 동산 한가운데에는 석실이 있는데 이 석실은 한국전쟁 때 폭격을 피해 사람들이 숨었던 곳이기도 하다. 석실 입구에는 철창이 채워져 있어 상상력을 자극한다. 이 석실 안에는 실은 여러 유물이 있었지만 일제 때 이미 도굴이 되었다고 한다. 남은 유물은 박물관으로 옮겨갔다. 첨단지구가 개발되기 전 아이들은 이 일대를 마음껏 뛰어놀았다. 장고분을 동산 삼아 오르락내리락 거리며 시간을 보내던 장고분은 오랫동안 사람과 함께한 공간이었던 것이다. 큰 무덤 옆에는 작은 무덤이 또 있다. 월계동 장고분은 두 개의 장구 무덤이 모여 있는 셈이다. 작은 장고분에는 석실이 없다. 발굴 당시 1호분의 경우 일제 때 도굴되면서 봉토가 깎여나갔고 2호분은 경작과 도굴로 인해 대부분 유실된 상태였다. 나팔형 토기, 철도자편, 토기편, 유리구슬, 적갈색 원통형 토기 등이 파편으로 출토되었다. 월계동 장고분은 9시부터 오후 6시까지만 관람할 수 있으며 문화재 보호를 위해 저녁 시간에는 관람할 수 없게 되어 있다.
- 무양서원
  - 무양서원은 개화기 이후 (1927년) 탐진 최씨 문중이 세운 서원으로 고려 인종 때의 어의 장경공 최사전(崔思全)을 비롯하여 그의 후손인 손암 최윤덕(孫菴 崔允德), 금남 최부(錦南 崔溥)와 문절공 유희춘(柳希春), 충렬공 나덕헌(羅德憲) 등 다섯 명을 배향한 서원으로 매년 음력 9월 6일에 제향하고 있다. 최사전은 탐진 최씨 시조로 이자겸의 난 때 척준경을 설득하여 난을 평정하는 공을 세웠다. 최윤덕은 고려 공민왕 때 도첨의를 지냈다. 최부는 1482년 친시문과에서 을과로 급제하며 관직생활을 시작한 문인이다. 서거정과 함께 동국통감 편찬에 참여했으며 1487년 추쇄경차관이 되어 제주도로 파견되었다 부친상으로 고향으로 돌아오던 중 풍랑을 만나 명나라로 표류되었다. 온갖 고초 끝에 귀국해 중국에서 보고 들은 것을 기술했는데, ‘금남표해록’이다. 이 표류기는 일본에서도 널리 읽혀졌다. 유희춘은 최부의 외손자로 1538년 별시 문과에 병과로 급제했으며, 양재역 벽서사건에 연루되어 유배생활을 했다. 1567년 10월 1일부터 1577년 5월 13일 죽기 전날까지 약 10년 동안 쓴 ‘미암일기’로 널리 알려졌다. 미암일기는 보물 제260로 지정되어 있다. 나덕헌은 1603년 무과에 급제하고 이괄의 난 때 도원수 장만의 휘하에 종군했으며 길주목사, 창성부사, 삼도통어사 등을 역임했다. 시호는 충렬이며 정문이 세워졌다. 무양서원은 광주시 문화재자료 제3호로 지정되었다. 광주의 옛 이름 "무진의 볕"(武珍之陽) 이라는 뜻에서 지어진 무양서원은 높은 대지 위에 담장을 돌린 무양사가 자리 잡고 있는데, 내삼문인 삼오문이 있어 사우(祠宇) 안에 함부로 들어가지 못하게 돼 있다. 서원의 기능은 ‘명현을 제사하는 곳(祠)’ 과 ‘교육을 담당하는 곳(齋)’으로 나누어진다. 탐진 최씨 문중은 무양서원에서 선조들을 배향하고 있을 뿐만 아니라 교육 기능의 정신을 이어가기 위해 1945년 광산구 쌍암동에 무양중학교를 설립하여 지금까지 교육기관의 역할을 담당하고 있다. 무양서원은 도심 한 가운데 위치하고 좋은 입지를 갖추고 있는 장점을 활용하여 배움의 장이자 지역 문화교육의 거점 공간으로 활용하기 위해 다양한 프로그램을 운영하고 있다.